# 小行星4278
小行星4278（英語：4278 Harvey）是一颗围绕太阳公转的小行星。1982年9月22日，愛德華·鮑威爾在可可尼诺县发现了此天体。
这颗小行星的绝对星等为235.23465等。